# Wir sind des Geyers schwarzer Haufen

Wir sind des Geyers schwarzer Haufen est un chant allemand datant des années 1920 et s'inspirant des revendications de Florian Geyer, dans sa participation à la guerre des Paysans allemands.
Le texte s'inspire de Kunrad de Heinrich von Reder (de) (1885), et l'air est de Fritz Sotke (de) (1919).

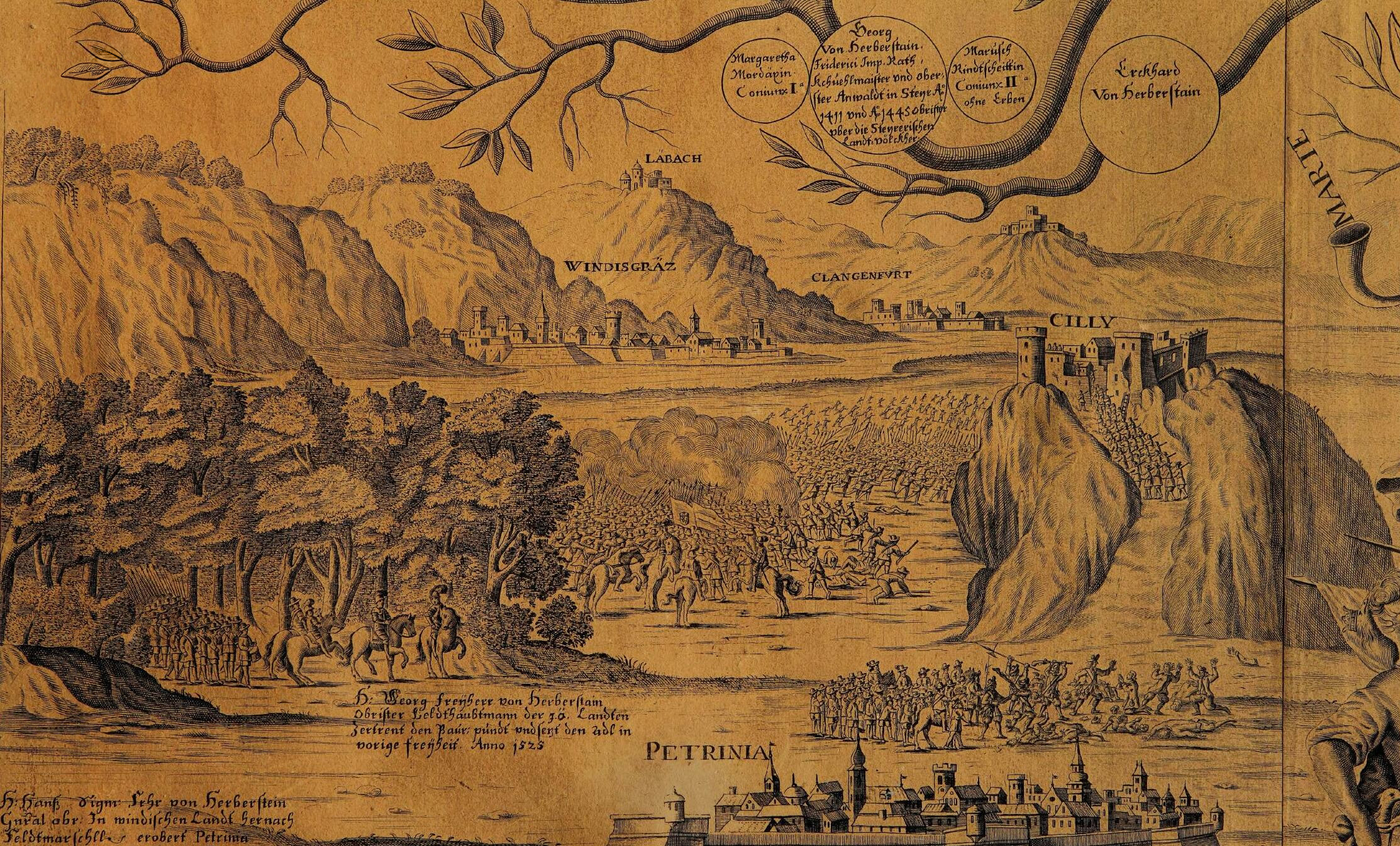
Illustration.

Cette chanson a ensuite été utilisée par les nazis car elle s'opposait à la noblesse et à l'Église. Par la suite, l'armée de la RDA en a fait un de ses hymnes officiels.

## Texte original
Wir sind des Geyers schwarzer Haufen, heia hoho,
und wollen mit Tyrannen raufen, heia hoho.
: Refrain : Spieß voran, drauf und dran,
setzt auf’s Klosterdach den roten Hahn!
: Wir wollens dem Herrn im Himmel klagen, kyrieleys,
daß wir den Pfaffen nicht dürfen totschlagen, kyrieleys.
: Uns führt der Florian Geyer an, trotz Acht und Bann,
den Bundschuh führt er in der Fahn', hat Helm und Harnisch an.
: Als Adam grub und Eva spann, kyrieleys,
wo war denn da der Edelmann? kyrieleys.
: Des Edelmannes Kindelein, heia hoho,
das schicken wir in die Höll’ hinein, heia hoho.
: Des Edelmannes Töchterlein, heia hoho,
soll heute uns’re Buhle sein, heia hoho.
: Nun gilt es Schloß, Abtei und Stift, heia hoho,
uns gilt nichts als die Heil’ge Schrift, heia hoho.
: Das Reich und der Kaiser hören uns nicht, heia hoho,
wir halten selber das Gericht, heia hoho.
: Ein gleich’ Gesetz das wollen wir han’, heia hoho,
vom Fürsten bis zum Bauersmann, heia hoho.
: Wir woll’n nicht länger sein ein Knecht, heia hoho,
Leibeigen, frönig, ohne Recht, heia hoho.
: Bei Weinsberg setzt es Brand und Stank, heia hoho,
gar mancher über die Klinge sprang, heia hoho.
: Sie schlugen uns mit Prügeln platt, heia hoho,
und machten uns mit Hunger satt, heia hoho.
: Geschlagen ziehen wir nach Haus, heia hoho,
uns’re Enkel fechten’s besser aus, heia hoho.

## Traduction
Nous sommes les troupes noires de Geyer, heia hoho!
Et nous luttons contre la tyrannie, heia hoho!
Refrain : Pointez vos lances, Allez en avant!
Mettez le feu au toit de l'abbaye
Notre père qui êtes aux cieux, nous vous demandons, kyrieleis,
De pouvoir tuer les prêtres
Et nous sommes conduits par Florian Geyer, hors-la-loi et excommuniés,
Il se bat avec nous, et il a une armure et un casque,
Quand Adam bêchait et qu'Eve filait, kyrieleis
Où était alors le noble? kyrieleis
Les fils des nobles, heia hoho,
Nous les enverrons en enfer, heia hoho,
Les filles des nobles, heia hoho,
Devraient être aujourd'hui nos maîtresses, heia hoho,
Maintenant, plus de château d'abbaye ou de seigneur, heia hoho,
Nous n'appliquons plus que les Saintes Écritures, heia hoho.
L'empire et l'empereur ne nous écoutent pas, heia hoho,
Nous ne croyons que le Tribunal, heia hoho,
Une loi que nous voulons, heia hoho,
Est l'égalité des princes et des fermiers, heia hoho,
Nous voulons qu'il n'y ait plus un serviteur, heia hoho,
Esclave, serf sans droit, heia hohho
Dans le vignoble, il y a le feu et la puanteur, heia hoho,
Certains ont même été tués, heia hoho,
Ils nous ont donné la bastonnade, heia hoho,
Et nous ont affamés, heia hoho,
Battus, nous rentrons à la maison, heia hoho,
Nos petits-enfants se battront mieux, heia hoho.